# 糸園和三郎
糸園 和三郎（いとぞの わさぶろう、1911年8月4日 - 2001年6月15日）は、昭和から平成にかけて活躍した日本の洋画家。シンガーソングライターの具島直子は孫。

## 経歴
呉服商の三男として、大分県中津市に生まれる。少年時代に骨髄炎を患うが、1927年、画家を志し上京し、川端画学校、前田写実研究所に学ぶ。その後前田寛治写実研究所に転じ、1930年、春陽会展に初入選。
1931年より独立展に出品。この頃からシュルレアリスムの影響を強く受け始め、1939年に福沢一郎、北脇昇、麻生三郎、寺田政明らとともに、美術文化協会の結成に参加。1943年には麻生、寺田、松本竣介、靉光、鶴岡政男、井上長三郎、大野五郎とともに、新人画会を結成。1945年の東京大空襲により、ほぼすべての作品を焼失。また、戦時中は戦争画を一切書かなかった。戦後、自由美術家協会会員を経て、1964年より無所属。1957年、日本国際美術展佳作賞、1968年、現代日本美術展K氏賞。
1980年代に右眼の視力をほとんど失い、晩年は左眼も衰えたが、作品を制作し続けた。その作風は、深い陰翳に包まれながらも独特の温かみを持つ。日本大学芸術学部講師も勤めた。
2001年6月15日、肺炎のため東京都杉並区の病院にて死去。89歳没。2003年、『糸園和三郎追悼文集』（糸園和三郎追悼文集刊行会）が刊行される。

## 家族
- 父・糸園辰次郎 ‐ 呉服商[2]
- 妹・敏子 ‐ 汾陽光二次男・光文の妻。大分県立中津高等女学校卒。
- 弟・糸園辰雄 ‐ 西南学院大学商学部教授。東京大学経済学部卒。[3]

## 主な作品
- 「鳥をとらえる女」
- 「壁」
- 「黒い水」
- 「黄いろい水」
- 「ブランコの老人」
- 「母子像」
- 「犬のいる風景」
- 「老夫」
- 「老婦と子ども」
- 「丘の上の大樹」